# Yellow Jockey Open Air

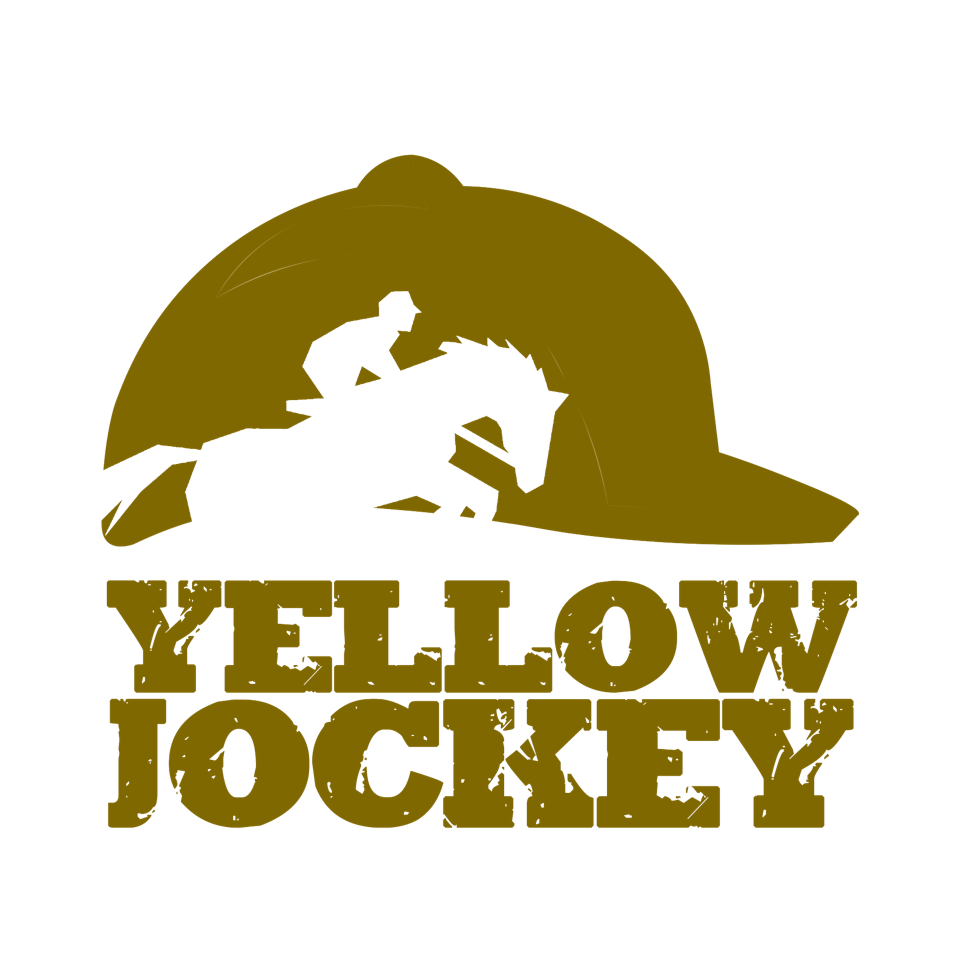
Logo

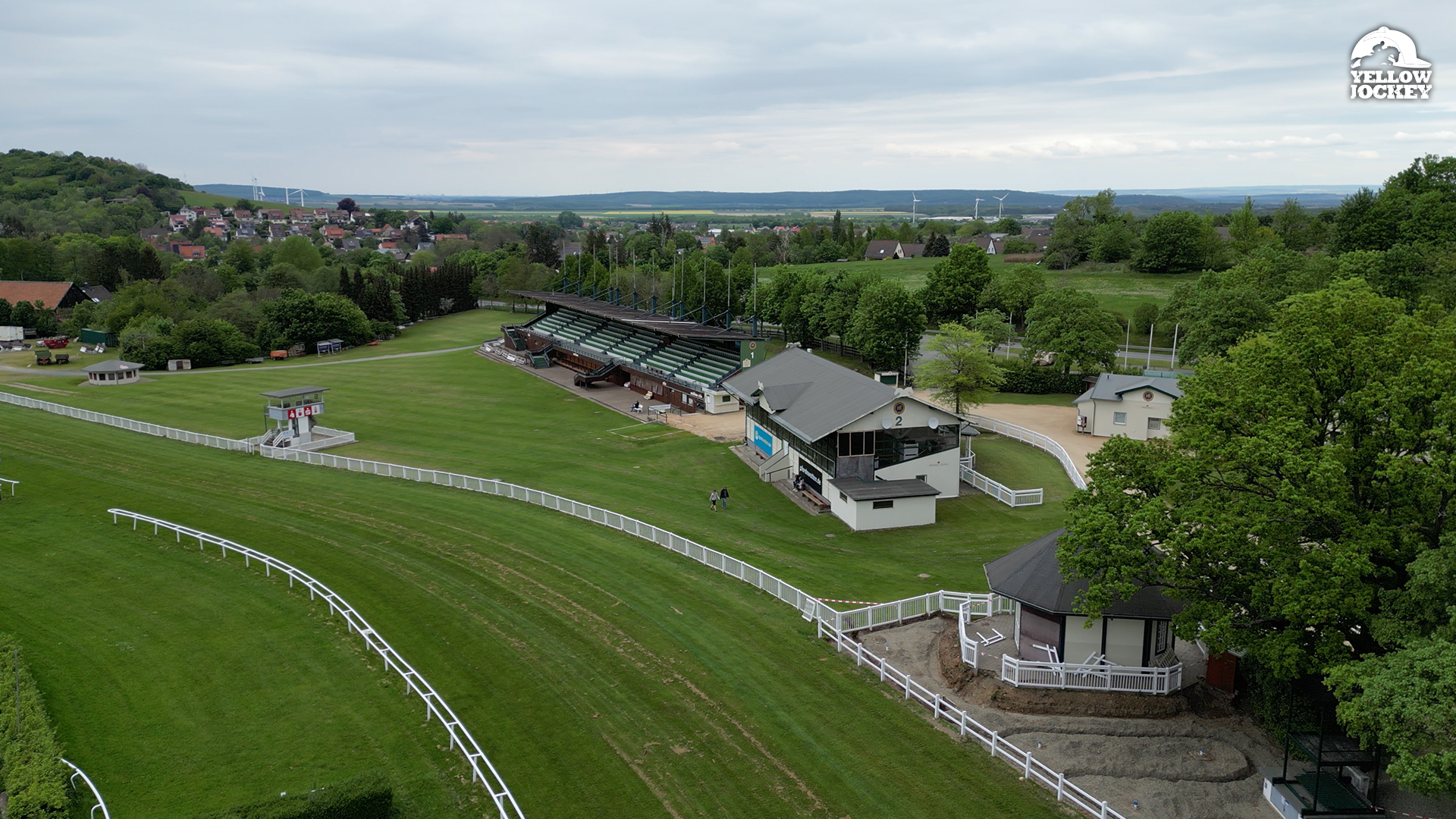
Blick auf das Konzertgelände

Das Yellow Jockey Open Air (kurz: YJ) ist ein Freiluftkonzert in der niedersächsischen Stadt Bad Harzburg, das seit 2024 jährlich stattfinden soll. Das Festival bezeichnet sich selbst als das größte Open Air im Harz. Es findet auf der Bad Harzburger Galopprennbahn statt.

## Geschichte
Die Veranstalter des Yellow Jockey Open Air führten bis zum 31. Dezember 2023 das Miner’s Rock im UNESCO-Weltkulturerbe Rammelsberg in Goslar durch. Nach dem Ende der dortigen Konzertreihe wurde mit der Neukonzeption eines großen Open Airs auf der Galopprennbahn in Bad Harzburg begonnen.

## Sonstiges
Konzertabende werden in Bezug auf den Galopprennsport „Rennen“ genannt. Im Jahr 2024 fanden drei Rennen mit insgesamt sieben musikalischen Acts statt.
Die Gesamtkapazität der Rennbahnflächen wird mit 15.000–20.000 Besuchern angegeben, abhängig von der jeweiligen Bühnen- und Aufbausituation.
Im Premierenjahr 2024 wurden laut Veranstalterangaben ca. 12.000 Besucher verzeichnet.

## Bisherige Acts
2024
- 2. August - Nico Santos & Clide
- 3. August - Wincent Weiss & Sophia
- 4. August - The BossHoss & The Picturebooks & Tilt

2025
- 1. August - Álvaro Soler & Sophia[3]
- 2. August - Bosse[4] & Siggi
- 3. August - 90s Super Show[5]